# Landessportverband für das Saarland

Logo des LSVS

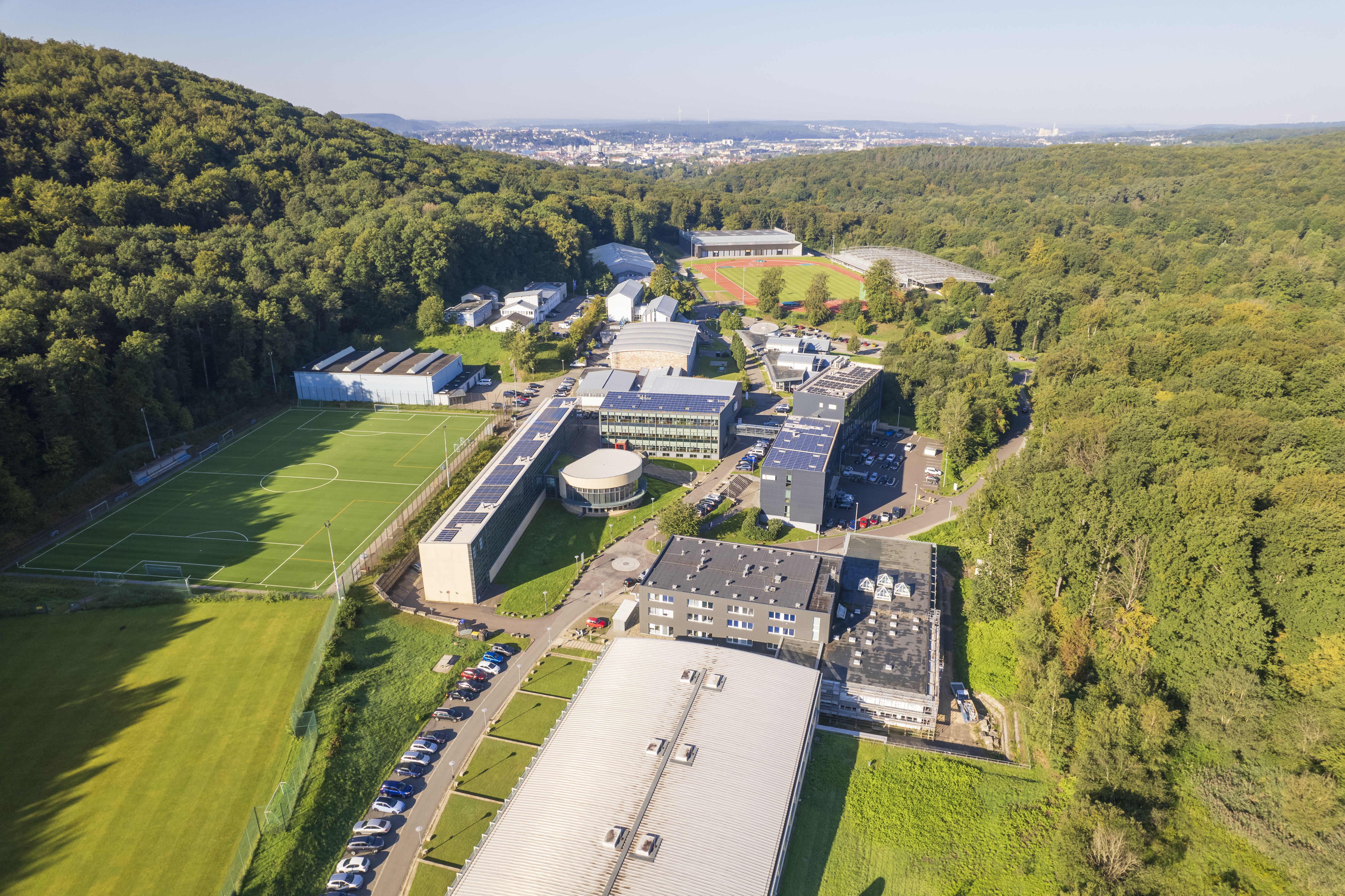
Sportcampus Saar

Der Landessportverband für das Saarland (LSVS) mit Sitz am Sportcampus Saar in Saarbrücken ist die Dachorganisation des saarländischen Sports, der sich in über 2000 Sportvereinen und 53 Sportfachverbänden konzentriert. Er gehört als einer von 16 Landessportbünden in Deutschland dem Deutschen Olympischen Sportbund (DOSB) an. Der LSVS ist eine rechtsfähige Körperschaft des öffentlichen Rechts.

## Ziele und Aufgaben
Der LSVS setzt sich gemeinsam mit anderen Institutionen dafür ein, das Saarland als Sportland voranzubringen. Er ist zentraler Ansprechpartner für Sport und Bewegung sowie Service- und Dienstleister für seine Mitgliedsverbände und deren Mitgliedsvereine.
Der LSVS dient der Förderung des Sports im Saarland und kümmert sich um die:
- Unterstützung der Sportfachverbände
- Förderung des Breiten-, Freizeit- und Gesundheitssports sowie des Leistungs- und Spitzensports
- Gewährleistung des Versicherungsschutzes seiner Mitglieder
- Planung und den Ausbau von Sportanlagen
- Durchführung repräsentativer Sportveranstaltungen
- Mitwirkung bei der Gestaltung von Zuschüssen für sportliche Zwecke
- Beteiligung an sportbezogenen Einrichtungen
- Verteilung des dem LSVS zufließenden Achtels der Wetteinsätze der Saarland-Sporttoto GmbH (im Rahmen der Richtlinien von Sporttotomitteln zur Förderung des Sports im Saarland)

## Mitgliederversammlung
Die Mitgliederversammlung des Landessportverbandes für das Saarland setzt sich aus den ordentlichen und korporativen Mitgliedern, höchstens 101 Vertretern, zusammen. Sie beschließt als oberstes Organ im LSVS über alle Angelegenheiten des LSVS, sofern nichts anderes bestimmt ist.

## Vorstand
Vorstände sind Johannes Kopkow (Sport & Vermarktung) und Joachim Tesche (Finanzen).

## Aufsichtsrat
Der ehrenamtliche Aufsichtsrat besteht aus neun Mitgliedern. Vorsitzender des Aufsichtsrates und Präsident ist Heinz König, seine Stellvertreterin ist Bianca Kappler.

## Historie des LSVS
Die Wurzeln des LSVS liegen im Landessportausschuss Saar, der sich am 29. Dezember 1945 konstituierte. Nachdem im Laufe des Folgejahres alle sporttreibenden Vereine diesem Ausschuss als höchste Sportbehörde beigetreten waren, folgte am 6. Dezember 1946 die Gründungsversammlung des Landessportausschusses in Saarbrücken. Initiator der Gründung war bereits damals der Sportjournalist Hermann Neuberger. 1947 entwickelte sich die junge saarländische Sportorganisation weiter, um am 14. März 1948 die erste Generalversammlung abzuhalten. Am 14. Mai 1948 folgte die Umbenennung in „Landessportverband für das Saarland“ mit Wirkung vom 1. Dezember 1949 als Körperschaft des öffentlichen Rechts. 1957 trat der LSVS dem Deutschen Sportbund bei.
Anfang 2018 leitete die Staatsanwaltschaft Saarbrücken ein strafrechtliches Ermittlungsverfahren wegen des Verdachts der Untreue und der Vorteilsgewährung gegen Klaus Meiser, den langjährigen Präsidenten des LSVS und Landtagspräsidenten des Saarlands, ein. Hintergrund war ein Millionenverlust beim Landessportverband sowie die Beschäftigung seiner Lebensgefährtin und seines Fahrers bei diesem Verband. Seine Immunität als Abgeordneter wurde aufgehoben, zudem wurden aus der Landespolitik Forderungen nach seinem Rücktritt sowohl als Landtagspräsident als auch als Präsident des Landessportverbands laut. Diese Rücktritte erfolgten im Februar bzw. April 2018. Die Ermittlungen wurden im Mai 2018 ausgeweitet, als bekannt wurde, dass Meiser im Rahmen seiner Funktion als LSVS-Präsident einen CDU-Ortsverband zu einer Besichtigung des LSVS mit anschließendem Abendessen eingeladen hatte.
Im folgenden Prozess vor dem Landgericht Saarbrücken im März 2019 wurde Meiser wegen schwerer Untreue in fünf Fällen sowie Vorteilsgewährung zu einer Haftstrafe von einem Jahr und zehn Monaten sowie zu einer Bewährungsauflage in Höhe von 60.000 Euro verurteilt. Die Staatsanwaltschaft bezeichnete während des Prozesses die LSVS-Führung als eine Generation uneinsichtiger Sportfunktionäre, die nicht bereit sei, ihren Machtmissbrauch einzugestehen.
Weitere 100.000 Euro musste Meiser als Geldauflage zur Beilegung des Verdachts der Haushaltsuntreue im Rahmen der strafrechtlichen Aufarbeitung des Finanzskandals beim Landessportverband zahlen.
Im Zuge der Finanzaffäre musste der LSVS zur Kosteneinsparung viele Mitarbeiter entlassen, was zu mehreren arbeitsgerichtlichen Verfahren führte.
Mittlerweile hat der LSVS eine völlig neue Struktur mit einem ehrenamtlichen Aufsichtsrat und zwei hauptamtlichen Vorstände, die im Februar 2021 ihre Arbeit aufgenommen haben.
Heinz König wurde Ende Januar 2020 zum Vorsitzenden des Aufsichtsrates des LSVS gewählt. Erste Aufgaben des Aufsichtsrates waren die Auswahl und die Benennung der beiden hauptamtlichen Vorstände, die in der neuen LSVS-Struktur die Geschäftsführung bilden sollen. Mit Inkrafttreten ihrer Arbeitsverträge zum 1. Februar 2021 löste der Vorstand das Präsidium als Geschäftsführung des LSVS ab, die Umstrukturierung nach dem sogenannten LSVS-Gesetz ist seither vollzogen. Heinz König ist nun offiziell Präsident des LSVS und der Aufsichtsrat hat als Fachaufsicht die Kontrolle der Geschäftsführung übernommen. Johannes Kopkow ist Vorstand Sport & Vermarktung, Joachim Tesche Vorstand Finanzen.

## Mitglieder
Der Landessportverband für das Saarland ist die Vereinigungen aller Sportfachverbände im Saarland. Aktuell sind 52 Sportfachverbände Mitglied im LSVS.
Neben den Sportfachverbänden gibt es auch korporative Mitglieder. Hierbei handelt es sich um Organisationen oder Vereinigungen, die im Sport aktiv sein müssen, gemeinnützig sein müssen und deren Ziele mit denen des LSVS übereinstimmen.

## Weblink
- Homepage des LSVS

## Belege
1. ↑  Thomas Gerber: Auch Meiser-Fahrer hatte Nebenjob beim LSVS. Saarländischer Rundfunk, 2. Februar 2018, abgerufen am 10. Februar 2018.
2. ↑  Michael Jungmann: Staatsanwalt geht gegen Meiser und Roth vor. Saarbrücker Zeitung, 7. Februar 2018, abgerufen am 10. Februar 2018.
3. ↑  Thomas Gerber: Weiteres Ermittlungsverfahren gegen Klaus Meiser. Saarländischer Rundfunk, 25. Mai 2018, abgerufen am 11. Juni 2018.
4. ↑  Caroline Uhl: LSVS-Prozess: Ex-Präsident Meiser verurteilt. Saarländischer Rundfunk, 7. März 2019, abgerufen am 8. März 2019.
5. ↑  Präsidiumsmitglieder zahlen hohe Geldauflagen. Saarländischer Rundfunk, 3. Januar 2020, abgerufen am 7. Februar 2020.